# Oulad Nemma
Souk Sebt Ouled Nemma eller kort Oulad Nemma är en stad i Marocko och är belägen i provinsen Fquih Ben Salah som är en del av regionen Béni Mellal-Khénifra. Folkmängden uppgick till 60 076 invånare vid folkräkningen 2014.